# Nikolsk (Muchorschibir)
Nikolsk (russisch Никольск) ist eine Siedlung im Rajon Muchorschibir (Republik Burjatien, Russland). Sie hat 1.302 Einwohner (Stand 2013).

## Gründung
Die Siedlung wurde vom Kosaken Nikolaj gegründet, der wegen eines Vergehens aus seiner Heimat vertriebenen worden war und im Rajon Muchorschibir im Wald leben sollte. Mit Hilfe von Burjaten baute er ein Haus, in dessen Fassade er mit einem Messer die Jahreszahl 1737 eingravierte.

## Bauwerke
Das Ethnografische Museum Transbaikaliens beherbergt die St.-Nikolaus-Kirche aus Nikolsk. Diese war eines der ersten Ausstellungsstücke des Museums.

## Einwohnerentwicklung
Die Einwohnerzahl der von Nikolsk ist rückläufig: 2002 lebten laut amtlicher Erfassung 1519 Menschen in der Siedlung, 2012 waren es noch 1474.